# アイスクロス
アイスクロス（英語: Ice cross）は、スケート競技の一つ。一般的にはエクストリーム・スポーツの一種に分類される。

## 概要
スキークロスやスノーボードクロスのスケート版といえる競技で、基本的にはアイスホッケー用のスケート靴やプロテクター等を着用して行う個人競技。
競技形態は大きく分けて、個人が単走でタイムを競うタイムトライアルと、複数人（一般的には4人程度）が同時にコースインして着順を競うレースの2つに分けられる。現在一般的な競技会では、タイムトライアルによる予選で競技参加者を選抜した上で、レースによる勝ち上がり制のトーナメントで優勝を競うことが多い。レースではスノーボードクロス等と同様に転倒や選手同士の接触なども多く、下位選手がゴール前で一気に逆転することも珍しくない。
コースは長さ300 - 500m程度で、通常は途中アップダウンや段差・分岐などもある仮設コースで競われる。常設コースがほとんど存在しないのが難点で、世界的に見ても2012年現在アイスクロスの常設コースはオーストリア・ヴァイドリンクに存在する1ヶ所のみである。

## 歴史
一般的には2000年にスウェーデンで始まったとされ、2001年には『Crashed Ice』（現在の『Red Bull Crashed Ice』）が発足。2007年には『Crashed Ice』がシリーズ戦化された。2010年からは日本国内でも代表を選抜する予選が開催されるなど、徐々に競技が普及しつつある。